# Селецкий, Георгий Андреевич
Георгий Андреевич Селецкий — советский хозяйственный, государственный и политический деятель, Герой Социалистического Труда.

## Биография
Родился в 1927 году. Член ВКП(б).
С 1944 года — на хозяйственной, общественной и политической работе. В 1944—1991 гг. — рабочий, строитель, бригадир комплексной бригады строительной бригады строительного управления № 8 треста «Промстрой» Министерства строительства Молдавской ССР.
Указом Президиума Верховного Совета СССР от 7 мая 1971 года присвоено звание Героя Социалистического Труда с вручением ордена Ленина и золотой медали «Серп и Молот».
Избирался депутатом Верховного Совета СССР 6-го, 7-го и 8-го созыва от Кишинёвского избирательного округа.
Почётный гражданин Кишинева.